# Loi relative au prix du livre
Lire en ligne

lire en ligne

La loi n° 81-766 du 10 août 1981 relative au prix du livre, dite loi Lang (du nom de Jack Lang, ministre de la Culture), est une loi instaurant un prix unique du livre en France. La loi limite la concurrence sur le prix de vente au public du livre afin de protéger la filière et de développer la lecture.
À cette fin, un livre neuf vendu en France doit avoir un prix unique fixé par l'éditeur, qui doit être imprimé sur la couverture du livre. Toutefois le vendeur est autorisé à proposer une réduction allant jusqu'à 5 % du prix du livre. Cette loi ne s'applique pas au livre d'occasion ou au livre soldé.
Le prix unique du livre n'est pas une spécificité française et d'autres pays ont, ou ont eu, un système équivalent mais l'intervention de l'État dans ce domaine est exceptionnelle. Au lieu de privilégier la concurrence, cette loi édicte une politique culturelle en créant une obligation légale et générale dans ce domaine. La loi Lang s'impose quelle que soit la volonté des acteurs et diffère des pratiques étrangères comme le Net Book Agreement (NBA) en Grande-Bretagne.

## Historique

### Avant la loi Lang
Jusqu'en 1979, un accord de cartel existait sous la forme d'un « prix conseillé », apposé par l'éditeur et que le libraire était libre de respecter ou non. En février 1979, l'arrêté dit Monory instaure le régime des « prix nets », qui interdit toute forme de fixation du prix par l'éditeur.

### Processus de création de la loi

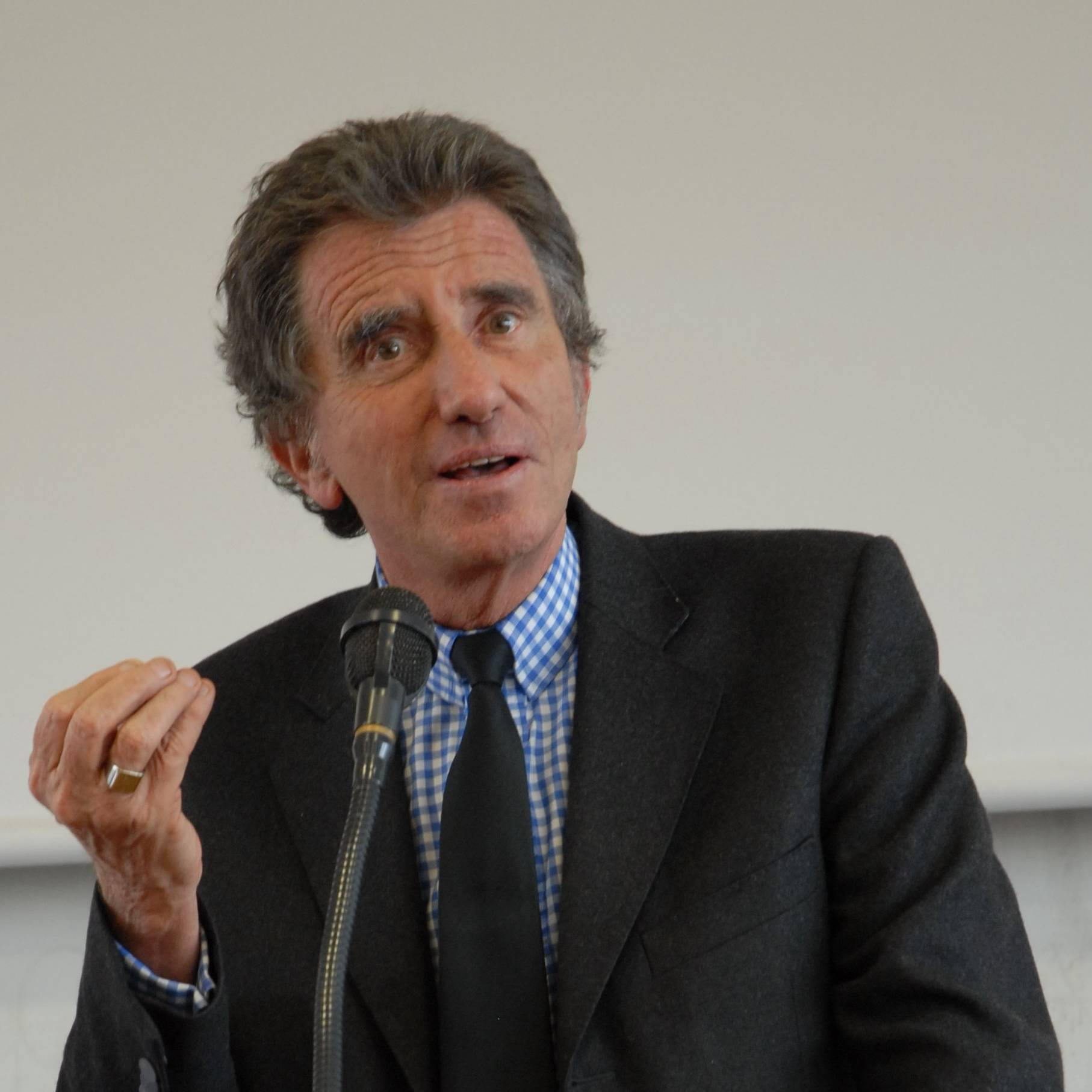
Jack Lang, alors ministre de la Culture et initiateur de la loi.

### Conséquences de l'application de la loi
L'article 11 de la loi prévoyait la mise en place d'une procédure d'évaluation. S'intéressant aux effets de la loi sur les libraires, Archambault et Lallement constatent que la loi Lang a permis une restauration des marges des libraires. Concernant l'effet de cette loi sur le prix des livres, François Ecalle tente en 1988 une évaluation indirecte en mesurant l'élasticité-prix de la demande de livres, reportant à un moment ultérieur l'examen des séries longues d'indice du prix des livres. La procédure d'évaluation ne s'est pas poursuivie, ce que F. Rouet attribue au quasi-consensus positif autour de cette loi à partir des années 1986-1987.
Une nouvelle évaluation de l'impact du prix unique du livre a été réalisée en 2008-2009 dans le cadre du Conseil du livre et sous la présidence d'Hervé Gaymard. Selon ce rapport, les conséquences de la loi sont positives : l'objectif d'égalité des citoyens et citoyennes à l'accès aux livres est atteint, elle a permis la préservation du réseau de distribution et a contribué à la diversité de l'édition.
L'intérêt suscité par cette mesure a également donné lieu à des commandes de rapports sur le cas français émanant d'autres pays. Ainsi, un rapport commandité par le gouvernement du Québec souligne que les associations de consommateurs ont protesté peu après l'introduction de la loi contre l'augmentation du prix des livres. Malheureusement, faute de données, il est impossible de tester l'effet propre de l'entrée en vigueur de la loi.

### Charte et loianti-Amazon
La Charte relative à l’application de la loi sur le prix du livre signée en juin 2017 engage les places de marchés en ligne à mettre plus en avant les livres neufs, les auteurs et éditeurs n'étant pas rémunérés lors de l'achat d'occasions. Sous l’égide du Ministère de la culture Françoise Nyssen, la charte vise aussi à retirer plus les comptes des vendeurs régulièrement coupables d'infractions au prix unique du livre.
En l'absence d'un accord effectif, la charte est supplantée par la loi « anti-Amazon » du 30 décembre 2021. Elle impose la distinction claire entre les livres neufs et d'occasion, et un montant minimum de frais de port lors d'achats en ligne. La Commission européenne craint que ce texte pose une « restriction injustifiée à la libre circulation »,.
Un décret qui entre en vigueur en décembre 2023 imposera notamment de mieux distinguer les produits neufs et d'occasion dans les résultats des recherches, dans le but de contrer le flou volontaire appliqué par certains vendeurs.

## Dispositions
La loi Lang a pour principale conséquence de créer un prix unique du livre, ce qui implique un dispositif réglementaire et pénal spécifique. 

### Objets soumis à la loi Lang

Vision classique d'un livre.

La loi Lang instaure un prix unique du livre mais ne définit pas ce qu'est un livre. D'ailleurs, dans la loi, il n'existe pas de définition officielle de l'objet « livre ». La loi Lang instaure cependant une dualité dans le marché du livre avec un marché du livre neuf et un marché du livre ancien ou soldé.

#### Notion de livre

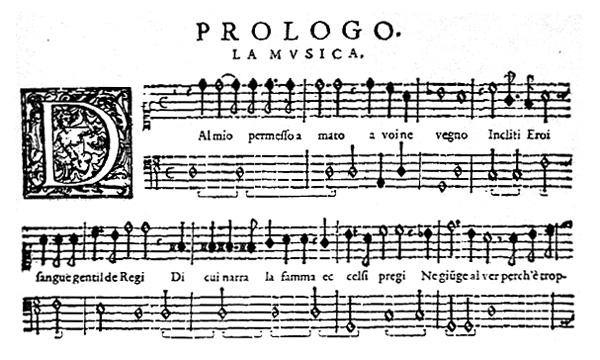
Un livre de musique : objet non soumis à la loi de 1981.

Il n'existe aucune définition légale française de l'objet livre et la loi de 1981 ne contient aucun critère permettant de délimiter l'objet.
Par contre le livre est défini par une définition fiscale, donnée par la Direction générale des impôts dans son instruction du 30 décembre 1971 (3C-14-71) :
« Un livre est un ensemble imprimé, illustré ou non, publié sous un titre ayant pour objet la reproduction d'une œuvre de l'esprit d'un ou plusieurs auteurs en vue de l'enseignement, de la diffusion de la pensée et de la culture.
Cet ensemble peut être présenté sous la forme d'éléments imprimés, assemblés ou réunis par tout procédé, sous réserve que ces éléments aient le même objet et que leur réunion soit nécessaire à l'unité de l'œuvre. Ils ne peuvent faire l'objet d'une vente séparée que s'ils sont destinés à former un ensemble ou s'ils en constituent la mise à jour.
Cet ensemble conserve la nature de livre lorsque la surface cumulée des espaces consacrés à la publicité et des blancs intégrés au texte en vue de l'utilisation par le lecteur est au plus égale au tiers de la surface totale de l'ensemble, abstraction faite de la reliure ou de tout autre procédé équivalent. »
Ouvrages répondant à la définition du livre :
- ouvrages traitant de lettres, de sciences ou d'art ;
- dictionnaires et encyclopédies ;
- livres d'enseignement ;
- almanachs renfermant principalement des articles littéraires, scientifiques ou artistiques, et plus généralement lorsque les éléments d'intérêt général ou éducatif sont prédominants ;
- livres d'images, avec ou sans texte ;
- guides culturels et touristiques ;
- répertoires juridiques, bibliographiques ou culturels ;
- catalogues d'exposition artistiques ne concernant pas de simples répertoires d'œuvres, c'est-à-dire dans la mesure où une partie rédactionnelle suffisante permet de conférer à l'ensemble le caractère d'une œuvre intellectuelle ;
- formulaires scientifiques, juridiques ou culturels ;
- méthodes de musique, livrets ou partitions d'œuvres musicales pour piano ou chant, ouvrages d'enseignement musical et solfèges.

Ouvrages ne répondant pas à la définition du livre :
- almanachs autres que ceux visés ci-dessus ;
- annuaires ;
- guides contenant des listes d'hôtels ou de restaurants, guides de villes et guides à caractère essentiellement publicitaire ;
- catalogues ;
- catalogues et albums philatéliques ;
- indicateurs de chemins de fer, bateaux, tramways et publications similaires ;
- albums à colorier, alphabets et découpages ;
- albums d'images pour enfants conçus pour être découpés ou en vue de la constitution d'une collection ;
- répertoires qui ne comportent que de simples énumérations ; répertoires alphabétiques de personnalités ;
- brochures destinées à commenter le fonctionnement d'un appareil avec lequel elles sont livrées ;
- emboîtages destinés à la présentation des livres lorsqu'ils sont vendus séparément ;
- simples partitions qui diffusent le texte et la musique d'une chanson ; cahiers de musique pour devoirs et papier à musique.

Les supports multimédia comportant un « livre ». Il arrive que des livres incorporent des disques, bandes magnétiques, cassettes, films, diapositives ; en ce cas, le principe est que chaque support se voit appliquer le taux de TVA qui lui est propre (taux réduit pour les livres, taux normal pour les disques et cassettes).

#### Notion de livre neuf
En France, il existe des conditions particulières pour les soldes mais celles-ci changent dans le domaine du livre. Le prix de livre n'étant pas libre, il n'existe pas à proprement parler de soldes dans le domaine du livre.
Certains livres peuvent faire l'objet de réductions plus importantes que la réduction officielle de 5 % selon des critères stricts. Ils doivent avoir été en stock depuis plus de 6 mois et sortis dans le commerce depuis au moins 2 ans.
Enfin, l'article 4 de la loi Lang a introduit en France la pratique par les clubs de livres de ne proposer que des éditions qui leur sont propres (avec des différences mineures par rapport à l'édition originale), leur permettant d'échapper au prix unique pour tous les ouvrages parus depuis plus de neuf mois.

### Obligations de l'éditeur
Les éditeurs sont tenus de consentir aux détaillants des remises tenant compte de « la qualité des services rendus par les détaillants en faveur de la diffusion du livre », ces remises devant être « supérieures à celles résultant de l'importance des quantités acquises par les détaillants ». Dérogatoire au régime de la concurrence qui interdisait une discrimination forte entre détaillants jusqu'en 1985, ce changement a modifié la volonté du législateur de l'époque qui entendait favoriser le réseau de détaillants spécialisés (libraires) par rapport au secteur de la grande distribution généraliste.

### Obligations du vendeur
Obligation est faite à tous les détaillants d’« offrir le service gratuit de commande à l'unité. ».

### Acheteurs particuliers
La loi Lang prévoyait une remise non plafonnée pour les bibliothèques de prêt, mais cette disposition a été modifiée par la loi sur le droit de prêt votée en 2003, qui précise que : l'État, les collectivités territoriales ainsi que les bibliothèques peuvent obtenir des réductions allant jusqu'à 9 % pour leurs besoins propres (y compris l'enrichissement de leurs collections), la revente des ouvrages concernés étant alors interdite. En outre, les associations, collectivités ou établissements achetant des ouvrages scolaires peuvent obtenir n'importe quel rabais dès lors que les livres ne sont pas revendus.

## Critiques
En France, la pratique du prix unique reste toujours considérée par certains comme une forme de corporatisme à l'instar de Me Mathieu Laine qui écrit que cette loi est la preuve, selon lui, de l'« archaïsme corporatiste français » mais il est difficile de connaître précisément l'avis de la population et des professionnels sur le sujet. L'écrivain Henry War associe notamment le prix unique à l'idée d'une « mainmise assurée de l'édition sur les règles du marché », qui aurait selon lui contribué à « déchoir le livre au gré du moins-offrant et du plus grand nombre ».
Cette loi représente une restriction à la liberté du commerce et a donc fait l'objet de nombreuses batailles juridiques. Elle est souvent qualifiée par ses détracteurs de mesure d'effet équivalent à une restriction quantitative (interdite par l'article 30 du Traité instituant la Communauté européenne), autrement dit une politique protectionniste interdite par l'Union européenne. Mais la Cour de justice des Communautés européennes a confirmé la loi à de nombreuses reprises (même si son application a dû faire l'objet d'aménagements). Dans son arrêt du 10 janvier 1985, la cour a restreint l'application de la loi au marché national. C'est l'application de cet arrêt qui fait, notamment, que le prix unique du livre ne s'applique pas aux livres édités en Belgique et vendus en France et qu'Amazon.fr a une politique de prix de vente différente pour les clients dont l'adresse est en Belgique.

### Ouvrages utilisés
- Direction du livre et de la lecture, Le prix du livre, mode d'emploi, 2005 (ou après) (lire en ligne)